# Головний будинок садиби Штеричевої (Суми)
Головний будинок садиби Штеричевої (1810) — архітектурна пам'ятка національного значення, робота архітекторів Олександра Паліцина та Карла Шольца.

## Опис
Палацовий комплекс графині Штеричевої з неоготичним палацом розташований на південній околиці Сум в передмісті Баси. Головний будинок садиби двоповерховий, цегляний, обштукатурений, з вежею, яка примикає до східного боку будинку. Вежа восьмигранна, п'яти ярусна. Четвертий ярус завершується декоративними машикулями, що тримають круговий видовий майданчик з металевим обгородженням. Верхній ярус завершений декоративними машикулями із зубцями-мерлонами. У інтер'єрі — вестибюль з парадними дубовими сходами. Стеля і північно-східна стіна вестибюля прикрашені ліпленням. На стелі ліплення поліхромно розфарбоване.
Будинок є частиною садибного комплексу з житловими, господарськими будівлями і парком. Садибу називають «найбільш досконалою в художньому відношенні з усіх збережених на Слобожанщині».

## Історія садиби
У кінці XVIII ст. садиба належала родині поміщиків Донець-Захаржевських. Наступною власницею садиби стала Параскева Штеричева, яка отримала цей маєток від батька, сумського полковника. За проєктом Паліцина було зведено кам'яний дім. Після смерті чоловіка Параскева Михайлівна продала пасинку частину нерухомого маєтку покійного чоловіка в Катеринославській губернії за 40 тисяч рублів і переїхала до Басів, що дісталися після розподілу майна з братами Донець-Захаржевськими. У 1812 році П. М. Штеричева померла. Після її смерті маєток перейшов у володіння її рідного брата — надвірного радника А. М. Донець-Захаржевського. У 1820 році маєток перейшов до доньки А. М. Донець-Захаржевського — Надії Андріївни, яка перебувала у шлюбі з поручиком І. Д. Похвистнєвим. На початку 1886 року маєток було продано вдові, В. П. Гамалій — рідний правнучці гетьмана Лівобережної України Івана Скоропадського.
У 1900-х рр. садиба належала місцевому поміщику Золотницькому. Останній власник палацу — Самуїл Штейнер.
У 1890-х роках головний будинок реконструював К. Г. Шольц у стилі англійської неоготики.
Після 1903 року господарем садиби став поміщик із селша Залізняк Б. В. Золотницький. У 1905 році новий власник влаштував у будинку пожежу, щоб отримати страховку. Незабаром після цього садиба й була продана С. Н. Штейнеру, представнику страхового товариства «Росія» в Сумах. Він провів черговий ремонт і був власником цієї нерухомості до 1917 року. Найбільшої шкоди інтер'єру будинку завдала пожежа 1942 року, у період німецько-фашистської окупації міста.

## Сьогодення
Двоповерховий палац змінився, переживши пожежі, реставрації та ремонти. На сьогодні це пам'ятка архітектури національного значення і має охоронний № 1542. До недавнього часу в головному будинку розташовувалося кардіологічне відділення ЦРБ. Наразі садибний комплекс належить медичному інституту Сумського державного університету. Від 2 вересня 2013 р. тут відкрито санаторій-профілакторій університету.